# Metalurgie (știință)
Pentru alte sensuri ale termenului Metalurgie vedeți Metalurgie (dezambiguizare).
Metalurgia este știința care studiază procesele de schimbare a proprietăților fizico-chimice ale metalelor și aliajelor.